# Gardendale (Texas)
Gardendale is een plaats (census-designated place) in de Amerikaanse staat Texas, en valt bestuurlijk gezien onder Ector County.

## Demografie
Bij de volkstelling in 2000 werd het aantal inwoners vastgesteld op 1197.

## Geografie
Volgens het United States Census Bureau beslaat de plaats een oppervlakte van
29,5 km², geheel bestaande uit land. Gardendale ligt op ongeveer 911 m boven zeeniveau.

## Plaatsen in de nabije omgeving
De onderstaande figuur toont nabijgelegen plaatsen in een straal van 36 km rond Gardendale.